# Misión de la Unión Africana en Somalia
La Misión de la Unión Africana en Somalia (conocida por sus siglas en español como MUAS) fue una misión de mantenimiento de la paz regional operada por la Unión Africana con la aprobación de las Naciones Unidas en Somalia. Su misión consiste en apoyar al nuevo gobierno somalí, poner en práctica un plan de seguridad nacional, capacitar a las fuerzas de seguridad somalíes y crear un entorno seguro para la entrega de ayuda humanitaria. Como parte de sus funciones, la MUAS por tanto, apoya militarmente a las Fuerzas Armadas de Somalia en su lucha contra Al-Shabaab. Otras milicias y movimientos locales pelean mancomunadamente con la MUAS y el Gobierno de Somalia, los mismos son el Movimiento Ras Kamboni y la milicia Ahlu Sunna Waljama'a.
La MUAS fue creada por la Unión Africana y el Consejo de Seguridad de las Naciones Unidas el 19 de enero de 2007 con un mandato inicial de seis meses. El 21 de febrero de 2007 el Consejo de Seguridad aprobó el mandato de la Misión. Posteriormente se renovó el mandato por seis meses más.
El mandato de la MUAS se extendió por otros seis meses en agosto de 2008 por la Resolución 1831 de la ONU. Cada vez que se sometió a revisión el mandato de esta misión en Somalia fue renovado. Será revisado de nuevo el 16 de enero de 2013.

## Origen de la misión
La Misión de la Unión Africana en Somalia sustituyó al Osasuna para la Paz en Somalia (IGASOM). La IGASOM fue impulsada por la Autoridad Intergubernamental para el Desarrollo en calidad de misión de entrenamiento en Somalia, había sido aprobada por la Unión Africana el 14 de septiembre de 2006. La IGASOM también fue aprobada por el Consejo de Seguridad de las Naciones Unidas el 6 de diciembre de 2006.
La IGASOM originalmente había sido propuesta para ser aplicada inmediatamente en marzo de 2005 con el objetivo de brindar fuerzas de mantenimiento de la paz.
En ese momento, la Unión de Tribunales Islámicos (UCI) aún no había tomado el control de Mogadiscio y la mayoría de las esperanzas de unidad nacional recaían en el Gobierno Federal de Transición (GFT), que se organizó en Nairobi, Kenia, en 2004, y pretendían establecerse en Baidoa, región de Bay, Somalia.
En mayo de 2006, la situación era radicalmente diferente, ya que la UCI ha sido recientemente contratada por la Alianza para la Restauración de la Paz y contra el Terrorismo o ARPCT y estaba luchando por el control de Mogadiscio en la Segunda Batalla de Mogadiscio. En junio, lograron capturar dicha ciudad. Los combates comenzaron a extenderse a otras partes de la nación y la Unión de Cortes Islámicas comenzaron a apoderarse de mayor cantidad de terreno.
Los planes de la IGASOM continuaron, aunque en julio hubo indicios de oposición por parte de la UCI, que vieron la iniciativa como una injerencia impulsada por los Estados Unidos.
Hasta diciembre de 2006, el Consejo de Seguridad impuso un embargo de armas contra el grupo, pero luego fue levantado parcialmente y se estableció un mandato de la IGASOM por un período de seis meses el 6 de diciembre de 2006.
El 21 de febrero de 2007, el Consejo de Seguridad ed la ONU autorizó a la Unión Africana de desplegar una misión de mantenimiento de la paz con un mandato de seis meses. En marzo de 2007, personal de las Fuerzas Armadas de Uganda se desplegó en terreno de Somalia. El 20 de agosto de 2007 , el Consejo de Seguridad extendió la autorización de la Unión Africana para continuar el despliegue de la MUAS por otros seis meses, y pidió al Secretario General que estudie la posibilidad de sustituir la MUAS con una operación de mantenimiento de la paz de las Naciones Unidas para Somalia.

### Resistencia de la Unión de Cortes Islámicas
Ya el 25 de marzo de 2005 el jeque Hassan Aweys de la Unión de Cortes Islámicas advirtió a las fuerzas de paz no serían bienvenidas en el país. Fue citado por la BBC diciendo: "Vamos a luchar ferozmente hasta la muerte contra cualquier fuerza de intervención que llega a Somalia". Sin embargo, en ese momento, la UCI no fue la fuerza política o militar que habría de convertirse más tarde.
Frente a la supremacía de la UCI tras hacerse cargo de la capital, en la Segunda Batalla de Mogadiscio entre mayo y junio de 2006, los observadores de la ONU estaban cada vez más preocupados por el nivel de hostilidad de la UCI a la misión IGASOM.
A pesar de la IGAD y la UCI se reunieron y publicaron un comunicado cordial y formal, en el momento en que las Naciones Unidas aprobaron la Resolución 1725 el 6 de diciembre, la UCI se manifestó de manera abierta y militantemente en contra de que las fuerzas de paz entraran en Somalia, y aseguraron que iban a tratar a las fuerzas de paz como fuerzas hostiles. Debido a las divisiones regionales, también hubo resistencia UCI para permitir que las tropas etíopes fueran parte de la misión. Etiopía, por su parte, estaba receloso de permitir que tropas de Eritrea a sean miembros de la fuerza de paz de la IGAD.
Frente a las amenazas de la UCI, Uganda, el único miembro del IGAD que se había ofrecido abiertamente a enviar fuerzas (un batallón), se retiró al notar la inviabilidad de la misión.
El 23 de diciembre de 2006, el destino y la viabilidad de IGASOM seguían siendo inciertos, aunque la secretaria de Estado de los Estados Unidos, Condoleezza Rice se reunió con el ministro de Relaciones Exteriores de Uganda, Sam Kutesa, para ofrecerle garantías y hacer hincapié en los planes de desplegar IGASOM a principios de 2007.
El 1 de enero de 2007, después de la derrota de la UCI en varias batallas en diciembre de 2006, Uganda renovó su promesa de enviar un batallón de tropas. Entre Uganda y Nigeria (que es un Estado miembro de la Unión Africana, pero no de la IGAD), desplegaron un total de 8.000 soldados de paz. Malaui también se comprometió a enviar fuerzas, mientras que Ghana, Ruanda y Tanzania contemplaron la posibilidad.

### Adhesión internacional
Después de la derrota de la Unión de Tribunales Islámicos en diciembre de 2006 y enero de 2007 la comunidad internacional comenzó a reunir tanto los compromisos fiscales, así como las fuerzas militares de la misión. Las naciones de la Unión Africana (UA), fuera de la comunidad IGAD se ofrecieron a brindar apoyo.
El 17 de enero de 2007, el embajador de EE. UU. en Kenia, Michael Ranneberger, dijo que los EE. UU. donarían cuarenta millones de dólares para apoyar el despliegue de una fuerza de mantenimiento de la paz en Somalia. En 20 de enero, la Unión Europea ofreció 15 millones de apoyo.
El 19 de enero de 2007, la misión fue formalmente definida y aprobada por la Unión Africana en la 69 ª reunión del Consejo de Paz y Seguridad.
El 22 de enero de 2007 Malaui aceptó enviar medio batallón o un batallón entero (que van ampliamente en cualquier momento de 400 a 1.200 soldados) para una misión de paz en Somalia.
El 24 de enero de 2007 Nigeria se dispuso a desplegar un batallón (una fuerza de 850 tropas) para unirse a la misión de paz de Somalia.
El 1 de febrero de 2007 Burundi se unió a la misión de paz, prometiendo enviar hasta 1000 soldados. Pero para el 27 de marzo, se confirmó que las fuerzas de paz de Burundi ascendieron a los 1700 hombres enviados a Somalia
El 2 de febrero de 2007, el Consejo de Seguridad de la ONU acogió con beneplácito el advenimiento de la misión de paz mancomunada entre la Unión Africana y la IGAD.
El 5 de febrero de 2007 Tanzania se ofreció a entrenar militarmente a las tropas somalíes, pero afirmó que no desplegaría fuerzas de paz.
El 9 de febrero de 2007 una reunión de 800 manifestantes somalíes en el norte de Mogadiscio, donde islamismo predomina y por ende el apoyo a la UCI, quemaron banderas de Estados Unidos, Etiopía y Uganda en forma de protesta contra la misión de paz que sería desplegada. Un representante enmascarado, del Movimiento de Resistencia Popular en la Tierra de las Dos Migraciones, dijo que las tropas etíopes serían atacados en sus hoteles, el mismo grupo había hecho una advertencia a las fuerzas de paz por medio de un vídeo. Por esta fecha, Uganda, Nigeria, Ghana, Malaui y Burundi se habían comprometido a la misión de paz, pero las tropas que serían desplegadas no llegarían a las 8.000, número que había sido acordado para materializar el despliegue de esta misión. Uganda desplegó 1.400 soldados y algunos vehículos blindados para un período de una duración de hasta a 9 meses, y la Unión Africana prometió apoyar al contingente con once millones seiscientos mil dólares.
El 16 de febrero de 2007 Uganda anunció que iba a desplegar a 1500 soldados bien experimentados para el sábado 17 de febrero de 2007 bajo el mando del mayor general Karuhanga Levi. Las tropas habían estado entrenando durante dos años en preparación para la misión.
Las tropas de Burundi estaban técnicamente listas para salir a principios de agosto de 2007, pero el equipo prometido por Estados Unidos y Francia aún no había llegado. El 23 de diciembre de 2007, una fuerza de avance de 100 burundeses fue desplegada y otros 100 soldados llegaron el 24 de diciembre. A finales de 2008, 1.700 soldados de Burundi fueron desplegados en Mogadiscio.

### Expansión de sus funciones
En una reunión a puertas cerradas en Kampala el 22 de julio de 2010, los ministros de la Unión Africana acordaron ampliar el mandato. Pero esta pasó a adoptar un carácter distinto: de ser una misión focalizada en el "mantenimiento de la paz", pasó a ser una misión de "imposición de la paz" pretendiendo eliminar a las milicias de al-Shabaab. La decisión se produjo poco después de los ataques mortales con bombas en la capital de Uganda. Unos días más tarde, en respuesta a la presión de la ONU, la UA acordó no ampliar el mandato, pero permitió que se realizaran ataques preventivos contra Al-Shabaab y prometieron más tropas de otros países africanos en la misión.
El 23 de julio de 2010, Yibuti y Guinea enviaron tropas luego de unirse a la MUAS.
En marzo de 2011 Burundi envió 1000 soldados adicionales a la MUAS, con lo que el número total de efectivos burundeses desplegados ascendió a 4.400.
En febrero de 2012, el Consejo de Seguridad de la ONU permitió el aumento de la cantidad de efectivos desplegados de la MUAS de 12.000 a 17.731. La aprobación se produjo después de una serie de éxitos recientes contra al-Shabaab, que perdió posiciones en el centro y sur del país. Durante el mismo mes, el Comandante Fred Mugisha sugirió que Al-Shabaab estaba "en su más débil situación" y que probablemente "implosionará en un futuro no muy lejano", debido a sucesivas derrotas militares que sufrieron, así como un éxodo hacia la Península arábiga de cientos de combatientes del grupo.
Debido a las exitosas operaciones militares contra los insurgentes islamistas, los Estados Unidos han aumentado sus esfuerzos para entrenar y equipar a las tropas de la MUAS, en un intento de acabar con la insurgencia de Al-Shabaab y limitar su influencia.
En octubre de 2011, una operación coordinada entre el Ejército Somalí y las Fuerzas de Defensa de Kenia provocó fuertes pérdidas militares y territoriales al movimiento de la juventud combatiente Al-Shabaab en el sur de Somalia. La misión está oficialmente guiada por el ejército somalí, y cuenta con el apoyo de las fuerzas keniatas. El 12 de noviembre, el gobierno de Kenia acordó que sus fuerzas queden bajo el comando general de la MUAS, y más tarde anunció en marzo de 2012, el envío de 5.000 soldados para unirse a la coalición. Los analistas esperan que los refuerzos adicionales de tropas bajo el mandato de la Unión Africana sirvan de sostén a las autoridades somalíes para que poco a poco logren ampliar su control territorial efectivo.

## Organización

### Comandantes
| N.º | Nombre                         | País   | Asunción del comando  | Relevo del comando  | Notas |
| --- | ------------------------------ | ------ | --------------------- | ------------------- | ----- |
| 1   | General Levi Karuhanga         | Uganda | 14 de febrero de 2007 | 3 de marzo de 2008  |       |
| 2   | Mayor General Francis Okello   | Uganda | 3 de marzo de 2008    | 7 de julio de 2009  |       |
| 3   | Mayor General Nathan Mugisha   | Uganda | 7 de julio de 2009    | 15 de junio de 2011 |       |
| 4   | Mayor General Fredrick Mugisha | Uganda | 15 de junio de 2011   | 2 de mayo de 2012   |       |
| 5   | Teniente General Andrew Gutti  | Uganda | 2 de mayo de 2012     | en el cargo         |       |

### Subcomandantes
| N.º | Nombre                              | País    | Asunción del comando     | Relevo del comando       | Notas              |
| --- | ----------------------------------- | ------- | ------------------------ | ------------------------ | ------------------ |
| 1   | Mayor General Juvenal Niyoyunguruza | Burundi | 12 de octubre de 2008    | 17 de septiembre de 2009 | Muerto en combate. |
| 2   | Mayor General Cyprien Hakiza        | Burundi | 18 de septiembre de 2009 | en el cargo              |                    |

### Portavoces
| N.º | Nombre                        | País   | Asunción del comando | Relevo del comando | Notas |
| --- | ----------------------------- | ------ | -------------------- | ------------------ | ----- |
| 1   | Capitán Paddy Akunda          | Uganda | marzo de 2007        | 2008               |       |
| 2   | Mayor Barigye Bohuko          | Uganda | 2008                 | 3 de mayo de 2011  |       |
| 3   | Teniente Coronel Paddy Akunda | Uganda | 3 de mayo de 2011    | en el cargo        |       |

### Comandantes del contingente de las Fuerzas Armadas de Uganda
| N.º | Nombre                | País   | Asunción del comando | Relevo del comando | Notas |
| --- | --------------------- | ------ | -------------------- | ------------------ | ----- |
| 1   | Coronel Mikael Ondoga | Uganda | febrero de 2007      | 3 de mayo de 2011  |       |
| 2   | Coronel Paul Lokech   | Uganda | 3 de mayo de 2011    | en el cargo        |       |

### Personal civil
El personal civil de la MUAS ha estado operando desde Nairobi, Kenia, debido a la gran inseguridad reinante en Mogadiscio.
Desde principios de 2011 la MUAS y GFT han tomado el control de varios lugares estratégicos en Mogadiscio después de varias ofensivas contra Al-Shabaab.
Cuando las fuerzas somalíes y de la MUAS lograronel control efectivo de la capital el 16 de mayo de 2011 se trasladó el personal civil y agentes de policía a Mogadiscio. Este traslado incluyó también al Representante Especial del Presidente de la Comisión de la Unión Africana para Somalia (SRCC), Embajador Boubacar Diarra Gaoussou, y al diputado (SRCC) Honorable Wafula Wamunyinyi.
Gran parte del apoyo logístico clave para la fuerza es proporcionada por la Oficina de Apoyo de las Naciones Unidas a la MUAS, una misión del Departamento de Secretaría de la ONU de Apoyo sobre el Terreno.

## Entrenamiento militar
Los Estados Unidos han aportado una amplia asistencia en la capacitación de los contingentes que se dirigieron a Somalia. En el primer semestre de 2012 Force Recon Marines del Special Purpose Marine Air Ground Task Force 12 (SPMAGTF-12) entrenaron contingentes de las fuerzas ugandesas. [61] En la primavera boreal de 2012 (marzo-abril-mayo), Marines del SPMAGTF-12 también entrenaron a soldados de Burundi. En abril y mayo, los miembros de la Task Force Raptor, 3rd Squadron, 124th Cavalry Regiment del Texas Army National Guard, participó en una misión de entrenamiento aparte con el Ejército Burundés en Mudubugu, Burundi. El SPMAGTF-12 también ha enviado a sus entrenadores a Yibuti, otro país involucrado en la misión de Somalia, para trabajar con una unidad del ejército allí.
Al mismo tiempo, las tropas estadounidenses han ayudado en la formación, para su despliegue en Somalia a finales de este año, de las tropas de las fuerzas armadas de Sierra Leona. En junio de 2012, el mayor general David R. Hogg del Ejército de Estados Unidos habló alentadoramente sobre el nivel de entrenamiento de las fuerzas de Sierra Leona y de Kenia. En junio de 2012, las tropas sierraleonesas aún no han sido desplegadas en Somalia, pero el ministro de Defensa de ese país aseguró el 23 de junio de 2012, que el batallón podría partir hacia el país del cuerno de África "en algún momento de septiembre de 2012". El contingente de Sierra Leona y el contingente de Yibuti fueron desplegados en Somalia durante septiembre de 2012.
Además, una cantidad importante de apoyo a la MUAS ha sido proporcionada por contratistas militares privados. "Bancroft Global Development", con sede en Washington Embassy Row, emplea a cerca de 40 instructores sudafricanos y europeos que trabajan con la MUAS y tropas de Uganda y Burundi. Según palabras de su titular, Bancroft "no recibe fondos directamente del gobierno de los EE.UU. sino que son pagados por la MUAS, y luego reembolsados por el Departamento de Estado para gastos militares. Associated Press informó que Bancroft ha recibido una paga de 12,5 millones de dólares para sus actividades en Somalia desde 2008."
Un analista de seguridad en Somalia enumeró tres principales compañías de seguridad militar privadas que operan en Mogadiscio: Dyncorp, que proporciona apoyo logístico en la capital de Somalia; Bancroft Internacional, que imparten formación militar al personal de las fuerzas armadas de Somalia y de la MUAS; y Pacific Architects & Engineers.

## Despliegue de la MUAS

### Tropas
| País         | Número de fuerzas desplegadas | Bajas                           | Bajas                                                           |
| ------------ | ----------------------------- | ------------------------------- | --------------------------------------------------------------- |
| Uganda       | 5.700 hombres                 | Más de 2700 muertos en combate. | Más de 83 heridos, 17 fallecidos                                |
| Kenia        | 5,000 hombres                 | 36-154 muertos en combate.      | 21 heridos                                                      |
| Burundi      | 4.400 hombres                 | Más de 148 muertos en combate   | Más de 47 heridos, más de 50 fallecidos, 1 capturado            |
| Sierra Leona | 850 hombres                   | 0                               | 0                                                               |
| Yibuti       | 300 hombres                   | 0                               | 0                                                               |
| Nigeria      | 260 hombres                   | 0                               | 0                                                               |
| Camerún      | 1 hombre                      | 0                               | 0                                                               |
| Mali         | 1 hombre                      | 0                               | 0                                                               |
| Senegal      | 1 hombre                      | 0                               | 0                                                               |
| Zambia       | 1 hombre                      | 0                               | 0                                                               |
| Total        | 16.523 hombres                | Más de 500 muertos en combate   | 67 fallecidos, más de 185 heridos, 1 capturado, 2 desaparecidos |